# Countermeasure
Countermeasure is een actiespel voor de Atari 5200, ontwikkeld door Midway Games West en uitgebracht in 1982. In het spel moet de speler een terroristische aanslag in Washington D.C. voorkomen.
Het spel bevat tien moeilijkheidsgraden en kan met een of twee spelers worden gespeeld.

## Ontvangst
| Beoordeeld door       | Datum            | Score |
| --------------------- | ---------------- | ----- |
| The Video Game Critic | 21 februari 2001 | 75%   |